# Herne, Belgien

Hernes läge inom provinsen Vlaams-Brabant

Herne (franska: Hérinnes-lez-Enghien) är en ort och kommun i provinsen Vlaams-Brabant i regionen Flandern i Belgien. Herde hade 6 565 invånare den 1 januari 2014.